# 世田谷区立中町小学校
世田谷区立中町小学校（せたがやくりつ なかまちしょうがっこう）は、東京都世田谷区中町4丁目にある公立小学校。当校と世田谷区立玉川小学校・世田谷区立玉川中学校・世田谷区立中町幼稚園・世田谷区立中町保育園・グリーンフィールド上野毛保育園の6校園で『なかたまの学び舎』を構成する。

## 沿革
- 1958年（昭和33年）10月[3] - 鉄筋コンクリート造3階建て校舎（6教室・給食調理室）を落成。瀬田小学校分校として開校。開校時点の児童数は304名、学級数は6学級。
- 1959年（昭和34年） - 5教室を増築。瀬田小学校から独立し、世田谷区立中町小学校として開校。校章を制定。校歌と運動会の歌を作成。開校記念式典を挙行し、校歌を披露。
- 1960年（昭和35年） - PTAによる校庭植樹作業を実施。1・2年生のみ、2か月2部授業を実施。普通教室3教室と特別教室（図工室・音楽室・理科室）が完成。
- 1961年（昭和36年） - 教室2教室・職員室・保健室完成。この年度に6年生まで揃った。
- 1962年（昭和37年）3月 - 第1回卒業式を挙行し、卒業生より校旗が寄贈。
- 1963年（昭和38年） - 中町音頭を作成。
- 1965年（昭和40年） - 体育館とプールを落成。
- 1968年（昭和43年） - 用務員室と警備員室を設置。
- 1969年（昭和44年） - 家庭科室と図書室を設置。
- 1970年（昭和45年） - 岩庭園を設置。
- 1976年（昭和51年） - 飼育小屋を落成。
- 1978年（昭和53年） - 中町音頭の振り付けを発表。
- 1979年（昭和54年） - 西校舎を増築。
- 1980年（昭和55年） - 校庭を舗装。
- 1982年（昭和57年） - 校舎内装工事を実施。
- 1985年（昭和60年） - 校舎外壁舗装工事を実施。新給食調理室を設置。
- 1987年（昭和62年） - 旧給食調理室を造形教室に改造。
- 1992年（平成4年） - 校舎改築基本構想がまとまる。
- 1993年（平成5年） - プレハブ校舎に移転、水泳指導は桜町小学校と玉川小学校にて行われた。校舎改築に着工する。
- 1995年（平成7年） - 新校舎が完成し、新校舎落成記念式典を挙行。
- 1996年（平成8年） - 開校記念日を9月30日に変更。
- 1999年（平成11年） - 機械警備を開始。
- 2003年（平成15年） - 喫煙防止教育推進校に指定。
- 2004年（平成16年） - 新BOPを開始。プールサイドを改修。
- 2006年（平成18年） - 主玄関をオートロック化。
- 2007年（平成19年） - 2階昇降口を改修。
- 2009年（平成21年） - 同窓会によるポプラの記念植樹を開催。
- 2011年（平成23年） - 土曜授業（月1回）を開始。
- 2016年（平成28年） - 放課後学習教室を開始。

## 教育目標
人権尊重の精神に基づき、新しい時代を創造するための資質や能力と我が国及び国際社会の一員としての自覚をもった、心豊かでたくましい児童を育成するために次の目標を設定する
- つよい子 - 自らの心身を鍛える子・最後までやり遂げる子・自らの最善を尽くして、責任を果たす子
- やさしい子 - 素直で思いやりのある子・美しいものにあこがれ・進んでよいことのできる子
- あかるい子 - 礼儀正しく、適切な挨拶のできる子・きびきびとした行動のできる子
- 考える子 - 自分の考えを深め、表現できる子・課題に挑戦し、創意工夫して解決に努める子

## 児童数
2023年（令和5年）4月6日時点
| 学年 | 1年 | 2年 | 3年 | 4年 | 5年 | 6年 | 合計 |
| ---- | --- | --- | --- | --- | --- | --- | ---- |
| 学級 | 3   | 2   | 3   | 2   | 3   | 3   | 16   |
| 児童 | 90  | 61  | 72  | 94  | 80  | 84  | 481  |

## 学区
出典
- 上野毛1丁目（32～34番）
- 上野毛4丁目（1～21番、25～37番）
- 中町3丁目（全域）
- 中町4丁目（全域）
- 中町5丁目（2～7番、12～23番、26～41番）
- 深沢5丁目（39番のみ）

## 進学先中学校
出典
- 世田谷区立玉川中学校

## 交通
- 東急バス「中町5丁目」停留所から、徒歩2分。
- 東急電鉄大井町線上野毛駅から、徒歩10分。

## 周辺
- 世田谷区立玉川中学校 - 同一敷地内で、かつ主な進学先。
- 世田谷区立中町保育園 - 進級前保育園のひとつ
- 谷沢川
- 用賀中町通り（世田谷区道）
- 東京都道416号古川橋二子玉川線
- 世田谷中町郵便局
- ローソン世田谷上野毛四丁目店
- ファミリーマート世田谷中町店
- 東京都立園芸高等学校
- このほか、中小規模のマンション・アパートなどの住宅や店舗・医療機関がある。